# Велики Връх при Литии
Велики Връх при Литии (на словенски: Veliki Vrh pri Litiji) е село в Словения, Средна Словения, община Лития. Според Националната статистическа служба на Република Словения през 2015 г. селото има 169 жители.